# Finn Geipel
Finn Geipel, né le 23 novembre 1958 à Stuttgart, est un architecte et urbaniste allemand. Il dirige l’agence LIN à Berlin et Paris, en association avec Giulia Andi. 

## Biographie
Finn Geipel a étudié l’architecture à l'université de Stuttgart, de 1981 à 1987. En 1983, pendant ses études, il fonde le cercle d’architectes et artistes LABFAC à Stuttgart, avec Bernd Hoge et Jochen Hunger. À partir de 1987 il s’associe avec Nicolas Michelin, avec lequel il poursuit l’activité de LABFAC à Paris,.
En 2001, il fonde, avec Giulia Andi, l’agence LIN. Basée à Berlin et Paris, LIN développe des projets singuliers à l’échelle architecturale, urbaine et territoriale. La flexibilité, la programmation ouverte, la transformation de l’existant et l’utilisation minimisée des ressources constituent des thèmes transversaux. La méthode est intégrative, un cercle international de consultants issus de différentes disciplines (structure, conception climatique, lumière, philosophie, art, design, programmation urbaine, design de communication, théorie de l’architecture, écologie, économie urbaine) accompagne depuis sa création les projets de l’agence. 
Après des expériences comme professeur invité à l’École spéciale d'architecture, l’ESARQ-Barcelone, l'université Columbia, et au Massachusetts Institute of Technology, Finn Geipel est, depuis 2000, professeur à la l'université technique de Berlin. Il y dirige le laboratoire LIA. LIA s’intéresse aux typologies construites, à leur potentiel de transformation, la résilience des systèmes urbains. LIA constitue un pôle de recherche permanent associé à l’agence LIN.
Finn Geipel est membre du laboratoire d’excellence « Bild Wissen Gestaltung – ein interdisciplinäres Labor » de l'université Humboldt de Berlin depuis 2012, plateforme scientifique rassemblant 22 disciplines autour du thème du développement durable.
Depuis 2010, il est membre du Conseil scientifique de l’Atelier international du Grand Paris, fondé à la suite de la consultation internationale « le Grand Pari de l'agglomération parisienne », à laquelle LIN a participé en 2008-2009.

## Projets
- Couverture temporaire des Arènes, Nîmes, 1988
- École Nationale d’Art Décoratif, Limoges, 1990-1994
- Théâtre de Cornouaille, Quimper, 1991-1998
- Espace d’exposition Pavillon de l’Arsenal, Paris, 2003
- Alvéole 14, transformation de la base sous-marine, Saint-Nazaire, 2003-2007
- Syn Chron, installation de Carsten Nicolai, Berlin, Berne, Yamaguchi-city, 2005-2006
- Cité du Design, Saint-Étienne, 2004-2009
- Grand Paris Métropole Douce, Paris 2008-2009
- Pôle d’entreprise Pajol, Paris, 2008-2012

## Distinctions
- Chevalier de la Légion d'honneur, 2010
- Chevalier des Arts et des Lettres, 2006

## Publications
- Jac Fol, Labfac : Finn Geipel, Nicolas Michelin Laboratory for Architecture Centre Georges Pompidou, 1998 Paris,  (ISBN 2858509484)
- Wilhelm Klauser, Catherine Métais-Bürend, Isabelle Taudière, « LABFAC », in L'architecture d'aujourd’hui no 327, avril 2000, Paris
- Finn Geipel, Giulia Andi, Cité du design : Saint-Étienne, Paris, Éditions Jean-Michel Place, 2006  (ISBN 2858938806)
- Finn Geipel, Giulia Andi, équipe LIN, Grand Paris métropole douce : hypothèses sur le paysage post-Kyoto, Paris, Éd. Nouvelles éditions Jean-Michel Place, 2009  (ISBN 2701015480)

## Prix
- Prix spécial de l'Équerre d'argent, Cité du design - Saint-Étienne, 2010
- Preis des Deutschen Stahlbaues, Cité du design - Saint-Étienne, mention, 2010
- DAM Preis für Architektur in Deutschland, Deutscher Architektur Export, Cité du design - Saint-Étienne, projet nommé, 2010
- Concours des "Plus Beaux Ouvrages" du Syndicat de la construction métallique de France, catégorie "bâtiments à usage tertiaire", Cité du design - Saint-Étienne, prix spécial, 2010
- Mies van der Rowe Award, Saint-Nazaire - Alvéole 14, projet nommé, 2009
- Weser Ems Preis für Architektur und Ingenieurbau, Kleyer Haus Oldenburg, 2005
- DAM Preis für Architektur in Deutschland, Deutscher Architektur Export, Saint-Nazaire - Alvéole 14, projet nommé, 2008